# Raphidia (Raphidia) mysia
Raphidia (Raphidia) mysia is een kameelhalsvliegensoort uit de familie van de Raphidiidae. De soort komt voor in Turkije.
Raphidia (Raphidia) mysia werd voor het eerst wetenschappelijk beschreven door H. Aspöck et al. in 1991.